# Sittisax
Sittisax Prószynski, 2017 è un genere di ragni appartenente alla famiglia Salticidae.

## Distribuzione
Le due specie sono diffuse nella regione olartica: la specie dall'areale più ampio è la S. ranieri, rinvenuta in molte località dell'America settentrionale, dell'Europa settentrionale, della Russia (dalla Russia europea all'Estremo Oriente russo), della Mongolia e del Giappone.

## Tassonomia
Per la descrizione delle caratteristiche di questo genere sono stati esaminati gli esemplari tipo di Euophrys saxicola C. L. Koch, 1846.
La sinonimia con il genere Sitticus evidenziata in un lavoro dell'aracnologo Breitling (2019b) non è accettabile in quanto basata solo sul COI (Citocromo c Ossidasi subunità I), ed è stata respinta in un lavoro di Maddison et al., del 2020.
Non sono stati esaminati esemplari di questo genere dal 2019.
Attualmente, a gennaio 2022, si compone di 2 specie:
- Sittisax ranieri (Peckham & Peckham, 1909) — America settentrionale, Europa settentrionale, Russia (dalla Russia europea all'Estremo Oriente russo), Mongolia, Giappone
- Sittisax saxicola (C. L. Koch, 1846)[3] — Europa, Russia (Sakhalin)

### Specie trasferite
- Sittisax dzieduszyckii (L. Koch, 1870; trasferita al genere Attulus[1].
- Sittisax rapax (Thorell, 1873; trasferita al genere Attulus[1].

### Sinonimi
- Sittisax cingulatus (Simon, 1868; posta in sinonimia con S. saxicola (C. L. Koch, 1846) a seguito di un lavoro di Prószynski (1971b)[1].
- Sittisax daisetsuzanus (Saito, 1934; posta in sinonimia con S. ranieri (Peckham & Peckham, 1909) a seguito di un lavoro degli aracnologi Suguro e  Nagano del 2015[1].
- Sittisax haydeni (Levi & Levi, 1951; posta in sinonimia con S. ranieri (Peckham & Peckham, 1909) a seguito di un lavoro di Prószynski (1971b)[1].
- Sittisax mazamae (Schenkel, 1951; posta in sinonimia con S. ranieri (Peckham & Peckham, 1909) a seguito di un lavoro di Prószynski (1971b)[1].
- Sittisax montigena (Thorell, 1875; posta in sinonimia con S. saxicola (C. L. Koch, 1846) a seguito di un lavoro di Prószynski (1971b)[1].